# Coal Valley
Coal Valley è un villaggio degli Stati Uniti d'America, situato nello Stato dell'Illinois, diviso tra la contea di Rock Island e la contea di Henry.